# Чартак
Чарта́к (узб. Chortoq / Чортоқ — 4 холма) — город в Узбекистане, административный центр Чартакского района Наманганской области.

## История
Известен со II века н.э. Говорят, что город основали согдийцы (согдийские купцы) и их потомки. Статус города получил в 1976 году.
Название «Chortoq» означает «4 холма» (перс. «chor»‎ — 4 и тюрк. «togh, toq» — холм, гора), которое указывает на 4 искусственно созданные возвышенности (холмы) на территории города, служившие в своё время для военно-оборонительных и оповещательных целей.
В настоящее время из четырёх чартакских холмов сохранились только три. Холмы зарезервированы и ожидают своего детального изучения археологами и другими учёными.

## География
Расположен на реке Чартаксай, на высоте 600—650 м над уронем моря. По территории Чартака проходит Большой Наманганский канал. Железнодорожная станция на линии Коканд — Андижан, в 19 км к северо-востоку от Намангана.

## Климат
Лето — жаркое (средняя температура июля — 27°С), зима — умеренно мягкая (средняя температура января — -3°С). Осадков выпадает около 225 мм в год.

## Население
Второй по численности город Наманганской области после Намангана, один из наиболее густонаселённых городов Ферганской долины.
По данным на 2016 год, население составляет 95 800 человек, в основном — узбеки (а также уйгуры, киргизы, русские, татары и другие). Согласно переписи населения 1989 года, в Чартаке проживало 35 615 человек.

## Экономика
Развиты традиционные виды ремесла, торговля, сфера услуг, садоводство и виноградарство. Славится своей черешней, айвой, хурмой, редькой, красной морковью (здесь в плов традиционно кладут исключительно красную морковь). Практически во всех дворах у жителей Чартака растут базилик и персик.
В городе до недавнего времени[когда?] функционировал крупный хлопкоочистительный завод, были 2 крупные швейные фабрики. Сейчас сфера производства представлена в основном частным малым и средним бизнесом.
В Чартаке функционирует завод минеральных вод, выпускающий бутилированную минеральную воду под известным ещё с советских времён брендом — «Chortoq mineral suvi» («Чартакская минеральная вода»), который конкурирует с такими брендовыми водами, как «Карловы-Вары», «Боржоми», «Ессентуки» и др.

## Медицина
В 7 км от Чартака находится известный бальнеологический курорт, знаменитый санаторий «Chortoq» (есть также отдельный детский санаторий «Chortoq bolalar oromgohi»). Здесь проводится лечение заболеваний: органов движения и опоры, гинекологических, кожи, периферической нервной системы.
Лечебные средства: азотная термальная (около 47°С) высокоминерализованная кремнистая хлоридная натриево-кальциевая вода с большим содержанием йода, применяемая для ванн, и хлоридно-сульфатно-натриевая вода, используемая для питья.